# John Christensen (maler)
 For alternative betydninger, se John Christensen (flertydig). (Se også artikler, som begynder med John Christensen)
John Aksel Christensen (25. april 1896 – 2. januar 1940) var en dansk maler.
John Christensen blev hurtigt kendt som barbermaleren, da han var uddannet barber og 1922-37 havde barbersalon på Kapelvej 7A, Nørrebro i København. Som maler var han selvlært. Han begyndte at male omkring 1923 og debuterede på Kunstnernes Efterårsudstilling i 1928. Han malede ekspressivt og ofte med poesi og lune.
1930'ernes Nørrebrobilleder har motiver fra den nære hverdag, fx Snekasteren (1933, Statens Museum for Kunst), børn, gårdsangere, cirkusartister og tit et ligtog fra den nærliggende Assistens Kirkegård, men hans talent lå mere til tegninger og portrætter.
John Christensen var i 1932 medstifter af Koloristerne og var gruppens formand fra 1935 til 1940. Foruden udstillinger på Charlottenborg og andre steder i Danmark, udstillede han en gang (1939) i Göteborg. John Christensen var gift med Dagny (født Nielsen) og havde døtrene Lilian och Musse.
John Christensen er begravet på Assistens Kirkegård, og hans gravmonument er hugget af Henry Heerup.

## Eksterne links
- John Christensen på gravsted.dk
- John Christensen på Kulturcentret Assistens Arkiveret 5. maj 2008 hos  Wayback Machine
- John Christensen på Kunstindeks Danmark